# Niphargoides boltovskoyi
Niphargoides boltovskoyi is een vlokreeftensoort uit de familie van de Pontogammaridae. De wetenschappelijke naam van de soort is voor het eerst geldig gepubliceerd in 1968 door Derzhavin & Pjatakova.